# Famille de La Saussaye
Pour les articles homonymes, voir La Saussaye (homonymie).
La famille de La Saussaye est une famille française éteinte de noblesse d'extraction sur preuves de 1666, originaire de la Beauce blésoise, puis qui s'est fixée à Blois jusqu'au XXe siècle.
Faute du XIe volume jamais publié de l'Armorial général d'Hozier, l'histoire et la généalogie de la famille sont principalement connues grâce à l'héritage de Louis de La Saussaye (1801–1878), érudit amateur d'histoire et collectionneur de documents anciens, et aux travaux de son ami Alonso Péan à partir d'actes récoltés par Colbert et d'archives familiales.

## Histoire

### Origines
Lors de la guerre de Cent Ans, le comté de Blois vient tout juste d'être acquis par un membre de la famille royale, en l'occurrence le duc Louis Ier d'Orléans (frère cadet du roi Charles VI), et se trouve à la frontière du royaume de Bourges, limitrophe du Vendômois qui, lui, se retrouve dans l'empire Plantagenêt. Si Blois et le val de Loire ne sont pas occupés, le duc-comte Charles d'Orléans est cependant emprisonné à la suite de la bataille d'Azincourt de 1415. La régence est alors assurée par son demi-frère, Jean de Dunois, surnommé le « bâtard d'Orléans », qui s'engage en 1429 aux côtés de Jeanne d'Arc pour bouter les Anglais qui occupent Orléans depuis 1427.

Batailles et opérations majeures en France entre 1415 et 1453.

C'est dans ce contexte qu'émerge un premier Olivier de La Saussaye († 1467), mentionné comme porte-drapeau de Jean de Dunois, en faisant un compagnon d'armes de Jeanne d'Arc lors de la levée du siège d'Orléans,,. D'après Péan, Olivier serait un parent d'un Guillaume de La Saussaye, chanoine à Évreux, et serait né aux alentours de l'an 1380 : il aurait donc eu 50 ans au moment de ces événements. Seigneur de la Saussaye, il avait épousé une dame de la Raboie, qui lui apporta en dot ledit fief, situé sur l'actuelle commune de Meung-sur-Loire.

### Ascension sociale

#### Une famille de la petite noblesse de Beauce
Au XVe siècle, la famille de La Saussaye est donc une petite famille de la noblesse de campagne, cherchant à affirmer sa place auprès des familles seigneuriales voisines.
Retirés à Beaugency où ils vivent, Olivier et son épouse aurait eu un unique fils, Robert, qui réunit les terres de ses parents. Il se trouve alors vassal de sire Pierre de Prunelé, seigneur d'Ouarville, à qui il rend hommage le 8 juin 1467. À l'image de son père, il est qualifié d'homme d'armes du même comte de Dunois († 1468), notamment dans les lettres patentes de Charles VII. Marié vers 1435 à Perrette Le Chasseur, Robert de La Saussaye agrandit considérablement la famille avec ses 6 enfants, dont un fils mort jeune (Gentien) et une fille, Marguerite, la plus jeune, mariée à sire Guillaume Bourdineau, seigneur de Villamblain, avec qui elle laissa une postérité.
L'aîné, Olivier II, d'abord simple écuyer, s'installe à Vienne-lès-Blois où il se fait bourgeois et marchand épicier, avant d'acquérir en 1492 la terre du Grand Brezolles de son cousin Geoffroy Texier, marchand quant à lui à Beaugency. Il vivait encore en 1521, mais son frère cadet Jean Ier, avec qui il partagea Bruzolles, lui avait déjà succédé en 1525.
Marié à Jeanne Peloquin,,, Olivier II semble néanmoins avoir eu 5 enfants, dont deux fils, parmi lesquels Olivier III et Jean II, et trois filles : Marguerite, épouse de Simon Boudet (seigneur de la Bouillie), Jeanne, qui se maria avec François Durant (seigneur de Bignon et bourgeois d'Orléans), et Catherine, avec Nicolas Aubelin (seigneur de Fauvelles).
Troisième fils de Robert, Philippe épousa Jeanne Berruyer avec qui il eut une unique fille, Guillemette, qui scelle en 1488 la première alliance matrimoniale notable, en l'occurrence avec une autre famille issue de la bourgeoisie beauceronne, la famille de Compaing, alliée aux prestigieuses familles de Thou et des Chamillard.
Péan ne mentionne aucune information notable ni sur Jean II, ni sur Jacques.

#### Branche de Pontoise
Peu de détails concernant Olivier III sont connus mais il semble s'être établi dans le Vexin. Son fils aîné, Jacques II, fut grand-vicaire de Pontoise,, tandis que le cadet, Olivier IV († 1598) fut conseiller du roi, greffier en chef de la chambre des comptes de Paris ainsi que maître des Eaux et Forêts de France, de Champagne et de Brie, après avoir acquis la seigneurie de Boisemont dans les années 1550. Le fils de ce dernier, Olivier V, est cependant mort jeune, laissant ainsi Boisemont en héritage à sa mère, Marguerite de Lieux, qui vendit la seigneurie à Claude de l'Isle.
Marié à Jeanne de Bréda, Olivier III eut aussi 6 filles : Marguerite, unie à Jean Josselin, conseiller du roi et maître des comptes ordinaires ; Nicole, qui épousa Nicolas des Maillets, seigneur de la Coudraye ; Félice, mariée au sieur de Neuville ; Louise, mariée à Jean de Coffard ; Hélène, mariée à Louis Lefebvre ; et, Marie qui épousa Nicolas de Coulon.

#### L'héritage de Morvilliers
C'est avec Jean Ier de La Saussaye († 1554), seigneur de Brezolles, des Vaux, de la Raboie et de Verrières, que la famille scelle en 1513 sa seconde grande alliance matrimoniale, avec la famille de Morvilliers,, en la personne de Jeanne († 1538), fille de sire Étienne III, seigneur de Saint-Lubin, et par conséquent sœur de Jean († 1577), nommé évêque d'Orléans en 1552 puis garde des sceaux de France en 1568,. La sœur de Jeanne, Marie, ayant épousé Guillaume Bochetel, alors clerc de notaire de la chambre de François Ier, l'ascension dont jouit la dernière génération des Morvilliers profite indirectement aux de La Saussaye.
De Jeanne de Morvillier, Jean Ier eut 2 fils — Mathurin et Olivier VI — suivis de 5 filles : Françoise épousa François de L'Hospital, lieutenant particulier à Bourges ; Anne fut mariée à Adam de Baillon, seigneur de Villiers et de Vallance, ; Jeanne donna sa main à Jean de Foucault, seigneur de Rozay ; Olive, religieuse à la Guiche ; et, Marie épousa l'Italien Jean d'Alesso, petit-neveu du saint François de Paule,. Preuve que la famille a porté en grande estime cette alliance, plusieurs de ses membres ultérieurs portent les prénoms François-de-Paule ou Françoise-de-Paule.
Quant aux fils de Jean Ier, l'aîné Mathurin (1513–1584) succéda à son oncle Jean de Morvillier à l'évêché orléanais en 1564, après le sac de la ville par les Huguenots. Son épiscopat a été mouvementé par les troubles des guerres de Religion, avec notamment la destruction de la cathédrale Sainte-Croix en 1567 lors d'une seconde attaque des Protestants,, le forçant à se réfugier temporairement à Tours.
Son frère cadet, Olivier VI († vers 1567), mourut relativement jeune mais suffisamment longtemps pour avoir épousé Marguerite Alleaume, fille de sire Jacques et Madeleine Compaing, à qui il laissa un petit Charles de La Saussaye (1564–1622) en bas âge.
Seigneur de Bruzolles, de Villecoulon, de Lion-le-Marchais, de Villedamblin, de Chantemêle et des Champs, Charles fut diplômé docteur en théologie à La Sorbonne, puis doyen du chapitre de la cathédrale d'Orléans pendant la vacance de l'épiscopat après 1596. En cette qualité, il reçut le roi Henri IV le 24 juin 1599 puis le couple royal en 1601 pour la reconstruction de la cathédrale, en ruines depuis le siège de 1563.

### Une famille de l'administration d'Ancien Régime

#### Second mariage de Jean Ieret branche des Vaux
À la suite du décès prématuré de Jeanne de Morvillier († 1538), Jean de La Saussaye épousa en secondes noces, une Rose de Baillon,. De ce second lit, il eut plusieurs autres enfants, dont deux fils, Pierre et Jean III.
L'aîné Pierre hérita des fiefs de la Motte de Seur, des Vaux et de la Raboie. Sous Henri III, il était son secrétaire-interprète en allemand ainsi que commissaire ordinaire des guerres. Selon Péan, ce serait Pierre qui aurait commandé la construction de l'hôtel de La Saussaye, à Blois. Père de deux fils ainsi que 4 filles, il serait mort au plus tard en 1610. Parmi ses fils, : l'aîné Jean IV de La Saussaye lui succéda et transmit ses domaines à son fils, Charles ; le cadet Antoine, seigneur de la Graphinière, fut d'abord chevau-léger de la Garde puis prévôt des maréchaux de France aux comtés de Blois et duché de Vendômois (il était aussi père d'un fils, Simon, seigneur de Béthune).
Quant aux filles, les secondes noces de Jean Ier donnèrent naissance à : Élisabeth, mariée à Antoine Gaignet, seigneur de la Rue ; Marie, unie à Charles de la Châteigneraye, seigneur du Fourny et de Rochecot ;  Jeanne, épouse de Florimond Savare, seigneur de Villetroche, ; et Rose, mariée à Claude Maillard, seigneur de Saulleux.

#### XVIIesiècle
Frère cadet de Pierre et seigneur de la Raboie, de Guillonville et de la Hocquetière, Jean III († 1606) était d'abord écuyer puis gravit rapidement les échelons en devenant secrétaire ordinaire de la chambre du roi, son interprète en allemand et commissaire ordinaire des guerres. Peu après la fin des seconds États Généraux de Blois, il est, pour sa retraite, pourvu le 22 février 1589 par lettres patentes d'Henri III des charges de conseiller du roi et de maître des comptes de la Chambre des comptes de Blois,. Marié à Jeanne Allard de qui il tenait les fiefs de Guillonville et de la Hocquetière, il eut un unique fils ainsi que 4 filles. Marie, la première, épousa Achille d'Herbelin, seigneur de Champigny, de Villegré et de la Morinière, conseiller du roi et maître de la même Chambre des comptes. D'après l'historien Bernier[réf. nécessaire], le couple aurait fondé en 1613 le couvent des Cordeliers de Blois. Françoise a quant à elle été promise à Denis Grosil, seigneur de Villemarceau et prévôt provincial des maréchaux de France à Blois et en Vendômois. Enfin, Élisabeth (ou Isabelle) est décédée à l'âge de 18 ans sans avoir été mariée.
Unique fils de Jean III, Jean V († 1619) hérita naturellement de ses fiefs en 1606 mais lui succéda également à la Chambre des comptes de Blois en tant que maître ordinaire. Il épousa en août 1618 demoiselle Suzanne de Meules, fille de son collègue Pierre à la Chambre des comptes. Bien qu'il mourut 10 mois plus tard, en juin 1619, il laissa un fils à son épouse : Jean VI.
Né en mai 1619, Jean VI († 1688) est élevé par sa grand-mère, Jeanne Allard. Un jour remarqué par la régente Anne d'Autriche, son fils Louis XIV le nomma par lettres patentes parmi les maîtres de son hôtel dès 1647, puis également gentilhomme ordinaire de sa chambre à partir de 1650. Il est alors le premier de la famille à être cité comme chevalier de la noblesse. Après différentes victoires françaises dans le cadre de la guerre franco-espagnole, Louis XIV le récompense en 1652 en l'élevant conseiller du roi en ses conseils d'État et privé. D'autre part, Jean VI s'investit particulièrement dans la politique locale : en plus d'être conseiller de la ville de Blois, et président de la Chambre des comptes, le roi a également commandé que Jean préside les assemblées communales alors que, d'ordinaire, cette distinction revenait, à défaut de maire, au bailli et gouverneur de la ville ou, en son absence, au lieutenant-général du comté. Il avait épousé Marie Viart de Pimelles, décédée quelques mois seulement avant lui, et avec qui il eut 2 fils et 2 filles. La première, Anne, est morte en 1723 sans postérité. La seconde, Marie, épousa quant à elle Jacques-Michel Baudry, procureur du roi au bailliage et siège présidial mais aussi maître des Eaux et Forêts et des Maréchaussées, de qui elle eut 11 enfants.

#### XVIIIesiècle
Si le cadet Joseph-Charles de La Saussaye meurt jeune et sans postérité (mais gradé enseigne-colonel du Régiment royal des Vaisseaux), l'aîné Jean-François Ier († 1713) a d'abord été page de Condé et officier au régiment de Bourbon avant de succéder en 1682 à leur père en tant que président de la Chambre des comptes de Blois,. Également chevalier, il finit trésorier de France, général des finances et intendant des bâtiments du comté de Blois. Il épousa d'abord Françoise des Francs mais elle mourut peu de temps après, puis en secondes noces Marie Billault de Panchien, avec qui il eut un fils — Jean-François II († vers 1770) — et 4 filles. Elles étaient : Marie-Catherine, mariée en 1726 à Jean-Baptiste Chevalier, seigneur de la Martinière et de Nanteuil, conseiller du roi et avocat-général de la Chambre des comptes, ; Catherine, qui fut l'épouse de Claude Simonnet, seigneur de Villeneuve ; Marie-Françoise, qui épousa Louis-François Butel, maître ordinaire de la Chambre des comptes ; et Louise, religieuse.
Seigneur entre autres de la Raboie, de la Noue et de Verrières, Jean-François II se destine d'abord à une carrière militaire. Il entre dans l'armée en tant que lieutenant dans la compagnie de la Tour du régiment Royal-Roussillon, mais démissionne en 1733 lorsque survient le décès de sa mère. Uni avec Marie-Anne Mareschaux de Corbeil, le couple eut d'abord deux jumeaux qui ne vécurent pas plus d'un jour, puis deux fils — Jean-François III († 1788) et Guillaume-François († 1793) — puis deux autres jumeaux — Ange († 1768) et François-de-Paule († 1810) —.
L'aîné, Jean-François III, devient chevalier, lieutenant des chasses de la capitainerie de Chambord, échevin et syndic de la noblesse du Blésois, avant d'être nommé maire de Blois en 1773,. Durant son mandat qui dure jusqu'en 1783, il se retrouve responsable de la reconstruction de l'ancien hôtel de ville, entre 1777 et 1779,. Jean-François III mourut néanmoins le 19 octobre 1788, seulement neuf mois avant la prise de la Bastille. Marié à Louise Herry de Maupas, il fut père d'un fils — Jean-François IV († 1789) — et deux filles : Anne-Louise ainsi que Marie-Marguerite, surnommée Mademoiselle de la Raboie, qui épousa Christophe de Réméon, seigneur de Thorigny.
Leur oncle, Ange, faisait partie des pages au service du roi Stanislas de Pologne, alors réfugié au sein des châteaux de Blois puis de Chambord lors de son exil. Une fois Stanislas fait duc de Lorraine, Ange intégra le même Régiment Royal-Roussillon que son père quelques années auparavant, mais fut blessé lors de la campagne de Corse. Rentré à Blois, il succomba à ses blessures le 30 août 1768.
Quant à son jumeau, François-de-Paule, il a également commencé sa carrière en tant que page du roi de Pologne avant d'intégrer, en 1758, le Régiment Royal-Piémont cavalerie. Promu sous-lieutenant puis lieutenant, il participa notamment aux dernières batailles de la guerre de Sept Ans, puis se porta volontaire en 1770 pour partir au Bengale où il fut fait commandant des troupes stationnées au comptoir français de Chandernagor, au service de son cousin, le lieutenant-colonel et gouverneur Jean-Baptiste Chevalier de Conan. En juillet 1778, François-de-Paule est fait prisonnier de guerre par les Britanniques qui occupent Chandernagor en protestation de l'appui militaire de la France aux Treize colonies, lors de la guerre d'indépendance américaine. À son retour en France en 1781, Louis XVI lui décerne la Croix de Saint-Louis et lui accorde une pension de 400 livres tournois.

### Pendant la Révolution
L'implication de Jean-François III († 1788) dans la politique locale à quelques années de la Révolution explique probablement pourquoi la famille ne s'est pas sentie menacée alors que d'autres familles nobles ont préféré émigrer, notamment en Angleterre.
Le 16 mars 1789, son épouse, Louise Herry, siégea auprès des 235 gentilshommes du bailliage de Blois, en sa qualité de veuve de Jean-François III et tutrice désignée de leur fils Jean-François IV, et participa à l'élection des représentants de la noblesse blésoise en vue des États Généraux convoqués par Louis XVI, cette fois à Versailles. Ses beaux-frères Guillaume-François, seigneur de Verrières, et François-de-Paule y ont aussi pris part.
Comme toutes les familles nobles de France, la famille perd tous ses privilèges féodaux en conséquence de la nuit du 4 août 1789. Dans la foulée, les rentes et les offices de la famille sont indemnisés sous forme d'assignats qui perdirent rapidement leur valeur, et la pension accordée à François-de-Paule, par exemple, est supprimée. Pour renflouer ses finances, ce dernier fut contraint de vendre le domaine familial de la Raboie.
Une semaine plus tard, Jean-François IV (né en 1768) meurt tragiquement dans une émeute, le 12 août, pendant les troubles de Caen ; il avait 21 ans.
Son oncle, Guillaume-François avait épousé Marie-Madeleine Mahy du Plessis († 1829) mais mourut également sans descendance, à Blois, le 6 mars 1793.
Alors que la Révolution bascule dans la Terreur, le frère restant François-de-Paule († 1810), jumeau d'Ange († 1768), est entre-temps devenu le chef de famille : le 30 octobre 1793, au passage du député Guimberteau, il se voit, en conséquence, attribuer une taxe de 400 francs,.
Auparavant, son neveu François-de-Paule avait épousé en 1790 sa nièce, Anne-Louise († 1842), 23 ans, fille de son défunt frère Jean-François III († vers 1770) et de Louise Herry,,. Les époux avaient alors 29 ans d'écart, et eurent un unique fils, sobrement nommé Jean François-de-Paule Louis de La Saussaye, né en 1801,.

### XIXesiècle

#### L'ère de Louis de La Saussaye
Orphelin de père à l'âge de 9 ans, et bien qu'ayant hérité d'une légère portion de la fortune d'antan de ses prédécesseurs, Louis grandit d'abord auprès de sa mère dans la bourgeoisie blésoise. Résidant au quartier du Foix et scolarisé au collège royal de Blois (actuel collège-lycée Augustin-Thierry), il passe l'examen du baccalauréat en 1819[réf. nécessaire]. Son oncle par alliance, Christophe de Réméon, marié à sa tante Marie-Marguerite, qui vivent au château de Troussay, ne parviennent pas à avoir d'enfants et cherchent à transmettre leur patrimoine à un proche parent : le couple adopte donc en 1815 Louis.
Louis se retrouve ainsi contemporain, à Blois du moins, de l'historien Louis-Catherine Bergevin (1798–1876), du magicien Jean-Eugène Robert-Houdin (1805–1871), de l'architecte Jules de La Morandière (1813–1903) et du chocolatier Victor-Auguste Poulain (1825–1918).
En 1828, Louis de La Saussaye hérite de son oncle du château de Troussay à Cheverny (Loir-et-Cher) et acquiert également le domaine de La Saussaye à Sours (Eure-et-Loir). Ce dernier lieu tient son nom de Louis de La Saussaye, et non l'inverse.

En collaboration avec Étienne Cartier, il fonde en 1835 la Revue numismatique française, et s'est ainsi présenté comme un précurseur de l'étude des monnaies gauloises.

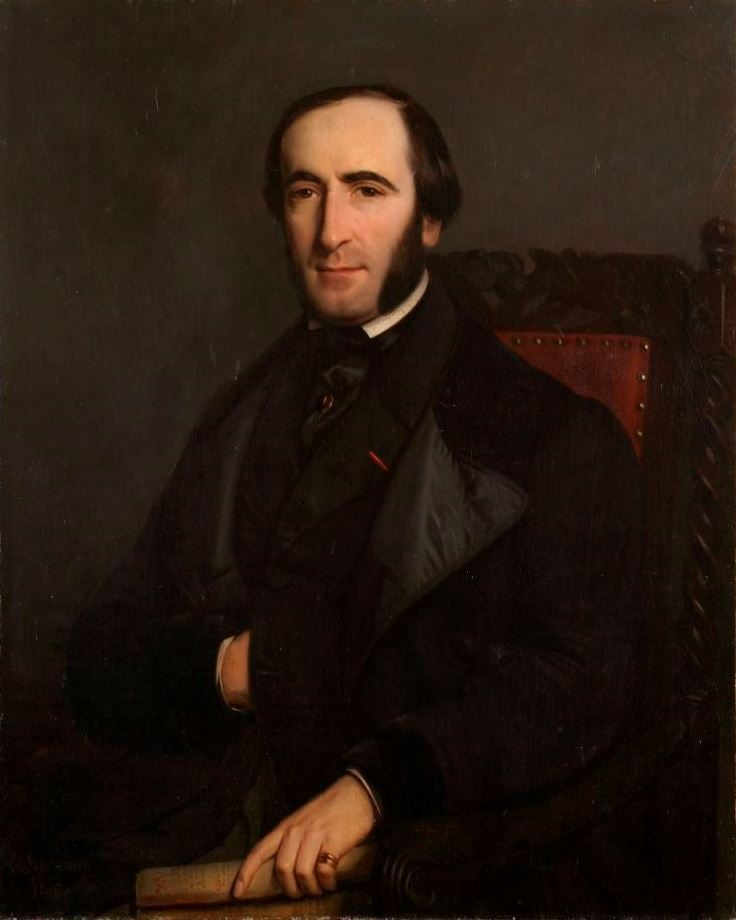
Emma Leroux de Lincy, Portrait de Louis de La Saussaye, 1845, musée des Beaux-Arts de Blois.

Dès les années 1830, il s'intéresse grandement à l'historique de sa famille et de sa région natale : Blois et son pays blésois. On lui doit notamment une réédition des ouvrages de son défunt père, dont leur Essai sur l'origine de la ville de Blois (1833) et Blois et ses environs (1862), ainsi qu'une Histoire de Blois (1846), rééditée en collaboration avec Alexandre Dupré. Il a également publié parmi les premières études historiques et architectural des grands châteaux de la Loire, dont ceux de Blois (Histoire du château de Blois, 1840 ; Notice sur le château de Blois, 1877) et de Chambord (Histoire du château de Chambord, 1854 ; Le château de Chambord, 1859). Pionnier en matière de conservation du patrimoine,, il participa à la restauration de plusieurs châteaux solognots, dont Troussay, Blois et Chambord, notamment en dialogue avec Jules de La Morandière.
Louis fait également partie de nombreux cercles intellectuels et sociétés savantes. Au cours de son vivant, il a fait partie des 12 membres fondateurs de la Société des sciences et lettres du Loir-et-Cher, et il intègre notamment :
- l'Institut de France,
- l'Académie des inscriptions et belles-lettres,
- l'Académie des sciences, belles-lettres et arts de Lyon
- le Comité des travaux historiques et scientifiques,
- et la Société des antiquaires de France.

Louis s'éteint finalement à peine à l'âge de 77 ans, le 24 février 1878, au sein de son château de Troussay, à Cheverny,.

## Postérité

### Odonymes et noms de lieux
La famille de La Saussaye a laissé son nom à plusieurs noms de monuments ou de rues, dont :
- le domaine de La Saussaye, à Sours (Eure-et-Loir), où a vécu Louis de La Saussaye ;
- le quai de La Saussaye, dans le centre-ville de Blois (Loir-et-Cher).

## Généalogie simplifiée
|  |  |  |  |                     |                     |                     |                     |                     |                     |                     |                     |                     |                     |                     |                     |                     |                     |                 |                 |                          |                          |                          |                          |                          |                          |                  |                  |                      |                  |                                |                                |                                |                                |                                |                                |                     |                     |                               |                               |                               |                               |                               |                               |                               |                               |  |  |                           |                           |                           |                           |                           |                           |                   |                   |                               |                               |                               |                               |                               |                               |                       |                       |                                |                                |                                |                                |                                |                                |                                |                                |                                |                                |                   |                   |                        |                        |                        |                        |                               |                               |                               |                               |                               |                               |                              |                              |                              |                              |  |  |  |  |  |  |  |  |  |  |  |  |  |  |  |  |  |  |  |  |  |  |  |  |  |  |  |  |  |  |  |  |  |  |
|  |  |  |  |                     |                     |                     |                     |                     |                     |                     |                     |                     |                     |                     |                     |                     |                     |                 |                 |                          |                          |                          |                          |                          |                          |                  |                  | Olivier Ier († 1467) |                  |                                |                                |                                |                                |                                |                                |                     |                     |                               |                               |                               |                               |                               |                               |                               |                               |  |  |                           |                           |                           |                           |                           |                           |                   |                   |                               |                               |                               |                               |                               |                               |                       |                       |                                |                                |                                |                                |                                |                                |                                |                                |                                |                                |                   |                   |                        |                        |                        |                        |                               |                               |                               |                               |                               |                               |                              |                              |                              |                              |  |  |  |  |  |  |  |  |  |  |  |  |  |  |  |  |  |  |  |  |  |  |  |  |  |  |  |  |  |  |  |  |  |  |
|  |  |  |  |                     |                     |                     |                     |                     |                     |                     |                     |                     |                     |                     |                     |                     |                     |                 |                 |                          |                          |                          |                          |                          |                          |                  |                  |                      |                  |                                |                                |                                |                                |                                |                                |                     |                     |                               |                               |                               |                               |                               |                               |                               |                               |  |  |                           |                           |                           |                           |                           |                           |                   |                   |                               |                               |                               |                               |                               |                               |                       |                       |                                |                                |                                |                                |                                |                                |                                |                                |                                |                                |                   |                   |                        |                        |                        |                        |                               |                               |                               |                               |                               |                               |                              |                              |                              |                              |  |  |  |  |  |  |  |  |  |  |  |  |  |  |  |  |  |  |  |  |  |  |  |  |  |  |  |  |  |  |  |  |  |  |
|  |  |  |  |                     |                     |                     |                     |                     |                     |                     |                     |                     |                     |                     |                     |                     |                     |                 |                 |                          |                          |                          |                          |                          |                          |                  |                  | Robert († vers 1470) |                  |                                |                                |                                |                                |                                |                                |                     |                     |                               |                               |                               |                               |                               |                               |                               |                               |  |  |                           |                           |                           |                           |                           |                           |                   |                   |                               |                               |                               |                               |                               |                               |                       |                       |                                |                                |                                |                                |                                |                                |                                |                                |                                |                                |                   |                   |                        |                        |                        |                        |                               |                               |                               |                               |                               |                               |                              |                              |                              |                              |  |  |  |  |  |  |  |  |  |  |  |  |  |  |  |  |  |  |  |  |  |  |  |  |  |  |  |  |  |  |  |  |  |  |
|  |  |  |  |                     |                     |                     |                     |                     |                     |                     |                     |                     |                     |                     |                     |                     |                     |                 |                 |                          |                          |                          |                          |                          |                          |                  |                  |                      |                  |                                |                                |                                |                                |                                |                                |                     |                     |                               |                               |                               |                               |                               |                               |                               |                               |  |  |                           |                           |                           |                           |                           |                           |                   |                   |                               |                               |                               |                               |                               |                               |                       |                       |                                |                                |                                |                                |                                |                                |                                |                                |                                |                                |                   |                   |                        |                        |                        |                        |                               |                               |                               |                               |                               |                               |                              |                              |                              |                              |  |  |  |  |  |  |  |  |  |  |  |  |  |  |  |  |  |  |  |  |  |  |  |  |  |  |  |  |  |  |  |  |  |  |
|  |  |  |  |                     |                     |                     |                     |                     |                     |                     |                     |                     |                     |                     |                     |                     |                     |                 |                 |                          |                          |                          |                          |                          |                          |                  |                  |                      |                  |                                |                                |                                |                                |                                |                                |                     |                     |                               |                               |                               |                               |                               |                               |                               |                               |  |  |                           |                           |                           |                           |                           |                           |                   |                   |                               |                               |                               |                               |                               |                               |                       |                       |                                |                                |                                |                                |                                |                                |                                |                                |                                |                                |                   |                   |                        |                        |                        |                        |                               |                               |                               |                               |                               |                               |                              |                              |                              |                              |  |  |  |  |  |  |  |  |  |  |  |  |  |  |  |  |  |  |  |  |  |  |  |  |  |  |  |  |  |  |  |  |  |  |
|  |  |  |  |                     |                     |                     |                     |                     |                     |                     |                     |                     |                     |                     |                     |                     |                     |                 |                 |                          |                          |                          |                          |                          |                          |                  |                  |                      |                  |                                |                                |                                |                                |                                |                                |                     |                     |                               |                               |                               |                               |                               |                               |                               |                               |  |  |                           |                           |                           |                           |                           |                           |                   |                   |                               |                               |                               |                               |                               |                               |                       |                       |                                |                                |                                |                                |                                |                                |                                |                                |                                |                                |                   |                   |                        |                        |                        |                        |                               |                               |                               |                               |                               |                               |                              |                              |                              |                              |  |  |  |  |  |  |  |  |  |  |  |  |  |  |  |  |  |  |  |  |  |  |  |  |  |  |  |  |  |  |  |  |  |  |
|  |  |  |  |                     |                     |                     |                     |                     |                     |                     |                     |                     |                     |                     |                     |                     |                     |                 |                 |                          |                          |                          |                          |                          |                          |                  |                  |                      |                  |                                |                                |                                |                                | famille de Morvilliers         |                                |                     |                     |                               |                               |                               |                               |                               |                               |                               |                               |  |  |                           |                           |                           |                           |                           |                           |                   |                   |                               |                               |                               |                               |                               |                               |                       |                       |                                |                                |                                |                                |                                |                                |                                |                                |                                |                                |                   |                   |                        |                        |                        |                        |                               |                               |                               |                               |                               |                               |                              |                              |                              |                              |  |  |  |  |  |  |  |  |  |  |  |  |  |  |  |  |  |  |  |  |  |  |  |  |  |  |  |  |  |  |  |  |  |  |
|  |  |  |  |                     |                     |                     |                     |                     |                     |                     |                     |                     |                     |                     |                     |                     |                     |                 |                 |                          |                          |                          |                          |                          |                          |                  |                  |                      |                  |                                |                                |                                |                                |                                |                                |                     |                     |                               |                               |                               |                               |                               |                               |                               |                               |  |  |                           |                           |                           |                           |                           |                           |                   |                   |                               |                               |                               |                               |                               |                               |                       |                       |                                |                                |                                |                                |                                |                                |                                |                                |                                |                                |                   |                   |                        |                        |                        |                        |                               |                               |                               |                               |                               |                               |                              |                              |                              |                              |  |  |  |  |  |  |  |  |  |  |  |  |  |  |  |  |  |  |  |  |  |  |  |  |  |  |  |  |  |  |  |  |  |  |
|  |  |  |  |                     |                     |                     |                     |                     |                     |                     |                     |                     |                     |                     |                     |                     |                     |                 |                 |                          |                          |                          |                          |                          |                          |                  |                  |                      |                  |                                |                                |                                |                                |                                |                                |                     |                     |                               |                               |                               |                               |                               |                               |                               |                               |  |  |                           |                           |                           |                           |                           |                           |                   |                   |                               |                               |                               |                               |                               |                               |                       |                       |                                |                                |                                |                                |                                |                                |                                |                                |                                |                                |                   |                   |                        |                        |                        |                        |                               |                               |                               |                               |                               |                               |                              |                              |                              |                              |  |  |  |  |  |  |  |  |  |  |  |  |  |  |  |  |  |  |  |  |  |  |  |  |  |  |  |  |  |  |  |  |  |  |
|  |  |  |  |                     |                     |                     |                     |                     |                     |                     |                     |                     |                     |                     |                     |                     |                     |                 |                 | Olivier II († vers 1525) | Olivier II († vers 1525) | Olivier II († vers 1525) | Olivier II († vers 1525) | Olivier II († vers 1525) | Olivier II († vers 1525) |                  |                  |                      |                  | Jean de Morvillier (1507–1577) | Jean de Morvillier (1507–1577) | Jean de Morvillier (1507–1577) | Jean de Morvillier (1507–1577) | Jean de Morvillier (1507–1577) | Jean de Morvillier (1507–1577) |                     |                     | Jeanne de Morvillier († 1538) | Jeanne de Morvillier († 1538) | Jeanne de Morvillier († 1538) | Jeanne de Morvillier († 1538) | Jeanne de Morvillier († 1538) | Jeanne de Morvillier († 1538) |                               |                               |  |  |                           |                           |                           |                           |                           |                           | Jean Ier († 1554) | Jean Ier († 1554) | Jean Ier († 1554)             | Jean Ier († 1554)             | Jean Ier († 1554)             | Jean Ier († 1554)             |                               |                               |                       |                       |                                |                                |                                |                                |                                |                                |                                |                                |                                |                                |                   |                   | Rose Baillon († 1573)  | Rose Baillon († 1573)  | Rose Baillon († 1573)  | Rose Baillon († 1573)  | Rose Baillon († 1573)         | Rose Baillon († 1573)         |                               |                               |                               |                               |                              |                              |                              |                              |  |  |  |  |  |  |  |  |  |  |  |  |  |  |  |  |  |  |  |  |  |  |  |  |  |  |  |  |  |  |  |  |  |  |
|  |  |  |  |                     |                     |                     |                     |                     |                     |                     |                     |                     |                     |                     |                     |                     |                     |                 |                 | Olivier II († vers 1525) | Olivier II († vers 1525) | Olivier II († vers 1525) | Olivier II († vers 1525) | Olivier II († vers 1525) | Olivier II († vers 1525) |                  |                  |                      |                  | Jean de Morvillier (1507–1577) | Jean de Morvillier (1507–1577) | Jean de Morvillier (1507–1577) | Jean de Morvillier (1507–1577) | Jean de Morvillier (1507–1577) | Jean de Morvillier (1507–1577) |                     |                     | Jeanne de Morvillier († 1538) | Jeanne de Morvillier († 1538) | Jeanne de Morvillier († 1538) | Jeanne de Morvillier († 1538) | Jeanne de Morvillier († 1538) | Jeanne de Morvillier († 1538) |                               |                               |  |  |                           |                           |                           |                           |                           |                           | Jean Ier († 1554) | Jean Ier († 1554) | Jean Ier († 1554)             | Jean Ier († 1554)             | Jean Ier († 1554)             | Jean Ier († 1554)             |                               |                               |                       |                       |                                |                                |                                |                                |                                |                                |                                |                                |                                |                                |                   |                   | Rose Baillon († 1573)  | Rose Baillon († 1573)  | Rose Baillon († 1573)  | Rose Baillon († 1573)  | Rose Baillon († 1573)         | Rose Baillon († 1573)         |                               |                               |                               |                               |                              |                              |                              |                              |  |  |  |  |  |  |  |  |  |  |  |  |  |  |  |  |  |  |  |  |  |  |  |  |  |  |  |  |  |  |  |  |  |  |
|  |  |  |  |                     |                     |                     |                     |                     |                     |                     |                     |                     |                     |                     |                     |                     |                     |                 |                 |                          |                          |                          |                          |                          |                          |                  |                  |                      |                  |                                |                                |                                |                                |                                |                                |                     |                     |                               |                               |                               |                               |                               |                               |                               |                               |  |  |                           |                           |                           |                           |                           |                           |                   |                   |                               |                               |                               |                               |                               |                               |                       |                       |                                |                                |                                |                                |                                |                                |                                |                                |                                |                                |                   |                   |                        |                        |                        |                        |                               |                               |                               |                               |                               |                               |                              |                              |                              |                              |  |  |  |  |  |  |  |  |  |  |  |  |  |  |  |  |  |  |  |  |  |  |  |  |  |  |  |  |  |  |  |  |  |  |
|  |  |  |  |                     |                     |                     |                     |                     |                     |                     |                     |                     |                     |                     |                     |                     |                     |                 |                 |                          |                          |                          |                          |                          |                          |                  |                  |                      |                  |                                |                                |                                |                                |                                |                                |                     |                     |                               |                               |                               |                               |                               |                               |                               |                               |  |  |                           |                           |                           |                           |                           |                           |                   |                   |                               |                               |                               |                               |                               |                               |                       |                       |                                |                                |                                |                                |                                |                                |                                |                                |                                |                                |                   |                   |                        |                        |                        |                        |                               |                               |                               |                               |                               |                               |                              |                              |                              |                              |  |  |  |  |  |  |  |  |  |  |  |  |  |  |  |  |  |  |  |  |  |  |  |  |  |  |  |  |  |  |  |  |  |  |
|  |  |  |  |                     |                     |                     |                     | Olivier III († ???) | Olivier III († ???) | Olivier III († ???) | Olivier III († ???) | Olivier III († ???) | Olivier III († ???) |                     |                     | Jean II († ???)     | Jean II († ???)     | Jean II († ???) | Jean II († ???) | Jean II († ???)          | Jean II († ???)          |                          |                          | Philippe († ???)         | Philippe († ???)         | Philippe († ???) | Philippe († ???) | Philippe († ???)     | Philippe († ???) |                                |                                | Jacques Ier († ???)            | Jacques Ier († ???)            | Jacques Ier († ???)            | Jacques Ier († ???)            | Jacques Ier († ???) | Jacques Ier († ???) |                               |                               | Mathurin (1513–1584)          | Mathurin (1513–1584)          | Mathurin (1513–1584)          | Mathurin (1513–1584)          | Mathurin (1513–1584)          | Mathurin (1513–1584)          |  |  | Olivier VI († vers 1567)  | Olivier VI († vers 1567)  | Olivier VI († vers 1567)  | Olivier VI († vers 1567)  | Olivier VI († vers 1567)  | Olivier VI († vers 1567)  |                   |                   |                               |                               |                               |                               | Pierre († av. 1610)           | Pierre († av. 1610)           | Pierre († av. 1610)   | Pierre († av. 1610)   | Pierre († av. 1610)            | Pierre († av. 1610)            |                                |                                |                                |                                |                                |                                | Jean III († 1606)              | Jean III († 1606)              | Jean III († 1606) | Jean III († 1606) | Jean III († 1606)      | Jean III († 1606)      |                        |                        |                               |                               |                               |                               |                               |                               |                              |                              |                              |                              |  |  |  |  |  |  |  |  |  |  |  |  |  |  |  |  |  |  |  |  |  |  |  |  |  |  |  |  |  |  |  |  |  |  |
|  |  |  |  |                     |                     |                     |                     | Olivier III († ???) | Olivier III († ???) | Olivier III († ???) | Olivier III († ???) | Olivier III († ???) | Olivier III († ???) |                     |                     | Jean II († ???)     | Jean II († ???)     | Jean II († ???) | Jean II († ???) | Jean II († ???)          | Jean II († ???)          |                          |                          | Philippe († ???)         | Philippe († ???)         | Philippe († ???) | Philippe († ???) | Philippe († ???)     | Philippe († ???) |                                |                                | Jacques Ier († ???)            | Jacques Ier († ???)            | Jacques Ier († ???)            | Jacques Ier († ???)            | Jacques Ier († ???) | Jacques Ier († ???) |                               |                               | Mathurin (1513–1584)          | Mathurin (1513–1584)          | Mathurin (1513–1584)          | Mathurin (1513–1584)          | Mathurin (1513–1584)          | Mathurin (1513–1584)          |  |  | Olivier VI († vers 1567)  | Olivier VI († vers 1567)  | Olivier VI († vers 1567)  | Olivier VI († vers 1567)  | Olivier VI († vers 1567)  | Olivier VI († vers 1567)  |                   |                   |                               |                               |                               |                               | Pierre († av. 1610)           | Pierre († av. 1610)           | Pierre († av. 1610)   | Pierre († av. 1610)   | Pierre († av. 1610)            | Pierre († av. 1610)            |                                |                                |                                |                                |                                |                                | Jean III († 1606)              | Jean III († 1606)              | Jean III († 1606) | Jean III († 1606) | Jean III († 1606)      | Jean III († 1606)      |                        |                        |                               |                               |                               |                               |                               |                               |                              |                              |                              |                              |  |  |  |  |  |  |  |  |  |  |  |  |  |  |  |  |  |  |  |  |  |  |  |  |  |  |  |  |  |  |  |  |  |  |
|  |  |  |  |                     |                     |                     |                     |                     |                     |                     |                     |                     |                     |                     |                     |                     |                     |                 |                 |                          |                          |                          |                          |                          |                          |                  |                  |                      |                  |                                |                                |                                |                                |                                |                                |                     |                     |                               |                               |                               |                               |                               |                               |                               |                               |  |  |                           |                           |                           |                           |                           |                           |                   |                   |                               |                               |                               |                               |                               |                               |                       |                       |                                |                                |                                |                                |                                |                                |                                |                                |                                |                                |                   |                   |                        |                        |                        |                        |                               |                               |                               |                               |                               |                               |                              |                              |                              |                              |  |  |  |  |  |  |  |  |  |  |  |  |  |  |  |  |  |  |  |  |  |  |  |  |  |  |  |  |  |  |  |  |  |  |
|  |  |  |  | Jacques II († 1627) | Jacques II († 1627) | Jacques II († 1627) | Jacques II († 1627) | Jacques II († 1627) | Jacques II († 1627) |                     |                     | Olivier IV († 1598) | Olivier IV († 1598) | Olivier IV († 1598) | Olivier IV († 1598) | Olivier IV († 1598) | Olivier IV († 1598) |                 |                 |                          |                          |                          |                          |                          |                          |                  |                  |                      |                  |                                |                                |                                |                                |                                |                                |                     |                     |                               |                               |                               |                               |                               |                               |                               |                               |  |  | Charles (1564–1622)       | Charles (1564–1622)       | Charles (1564–1622)       | Charles (1564–1622)       | Charles (1564–1622)       | Charles (1564–1622)       |                   |                   | Jean IV († ???)               | Jean IV († ???)               | Jean IV († ???)               | Jean IV († ???)               | Jean IV († ???)               | Jean IV († ???)               |                       |                       | Antoine († ???)                | Antoine († ???)                | Antoine († ???)                | Antoine († ???)                | Antoine († ???)                | Antoine († ???)                |                                |                                | Jean V († 1619)                | Jean V († 1619)                | Jean V († 1619)   | Jean V († 1619)   | Jean V († 1619)        | Jean V († 1619)        |                        |                        |                               |                               |                               |                               |                               |                               |                              |                              |                              |                              |  |  |  |  |  |  |  |  |  |  |  |  |  |  |  |  |  |  |  |  |  |  |  |  |  |  |  |  |  |  |  |  |  |  |
|  |  |  |  | Jacques II († 1627) | Jacques II († 1627) | Jacques II († 1627) | Jacques II († 1627) | Jacques II († 1627) | Jacques II († 1627) |                     |                     | Olivier IV († 1598) | Olivier IV († 1598) | Olivier IV († 1598) | Olivier IV († 1598) | Olivier IV († 1598) | Olivier IV († 1598) |                 |                 |                          |                          |                          |                          |                          |                          |                  |                  |                      |                  |                                |                                |                                |                                |                                |                                |                     |                     |                               |                               |                               |                               |                               |                               |                               |                               |  |  | Charles (1564–1622)       | Charles (1564–1622)       | Charles (1564–1622)       | Charles (1564–1622)       | Charles (1564–1622)       | Charles (1564–1622)       |                   |                   | Jean IV († ???)               | Jean IV († ???)               | Jean IV († ???)               | Jean IV († ???)               | Jean IV († ???)               | Jean IV († ???)               |                       |                       | Antoine († ???)                | Antoine († ???)                | Antoine († ???)                | Antoine († ???)                | Antoine († ???)                | Antoine († ???)                |                                |                                | Jean V († 1619)                | Jean V († 1619)                | Jean V († 1619)   | Jean V († 1619)   | Jean V († 1619)        | Jean V († 1619)        |                        |                        |                               |                               |                               |                               |                               |                               |                              |                              |                              |                              |  |  |  |  |  |  |  |  |  |  |  |  |  |  |  |  |  |  |  |  |  |  |  |  |  |  |  |  |  |  |  |  |  |  |
|  |  |  |  |                     |                     |                     |                     |                     |                     |                     |                     | Olivier V († ???)   | Olivier V († ???)   | Olivier V († ???)   | Olivier V († ???)   | Olivier V († ???)   | Olivier V († ???)   |                 |                 |                          |                          |                          |                          |                          |                          |                  |                  |                      |                  |                                |                                |                                |                                |                                |                                |                     |                     |                               |                               |                               |                               |                               |                               |                               |                               |  |  |                           |                           |                           |                           |                           |                           |                   |                   |                               |                               |                               |                               |                               |                               |                       |                       | Simon († ???)                  | Simon († ???)                  | Simon († ???)                  | Simon († ???)                  | Simon († ???)                  | Simon († ???)                  |                                |                                | Jean VI († 1688)               | Jean VI († 1688)               | Jean VI († 1688)  | Jean VI († 1688)  | Jean VI († 1688)       | Jean VI († 1688)       |                        |                        |                               |                               |                               |                               |                               |                               |                              |                              |                              |                              |  |  |  |  |  |  |  |  |  |  |  |  |  |  |  |  |  |  |  |  |  |  |  |  |  |  |  |  |  |  |  |  |  |  |
|  |  |  |  |                     |                     |                     |                     |                     |                     |                     |                     | Olivier V († ???)   | Olivier V († ???)   | Olivier V († ???)   | Olivier V († ???)   | Olivier V († ???)   | Olivier V († ???)   |                 |                 |                          |                          |                          |                          |                          |                          |                  |                  |                      |                  |                                |                                |                                |                                |                                |                                |                     |                     |                               |                               |                               |                               |                               |                               |                               |                               |  |  |                           |                           |                           |                           |                           |                           |                   |                   |                               |                               |                               |                               |                               |                               |                       |                       | Simon († ???)                  | Simon († ???)                  | Simon († ???)                  | Simon († ???)                  | Simon († ???)                  | Simon († ???)                  |                                |                                | Jean VI († 1688)               | Jean VI († 1688)               | Jean VI († 1688)  | Jean VI († 1688)  | Jean VI († 1688)       | Jean VI († 1688)       |                        |                        |                               |                               |                               |                               |                               |                               |                              |                              |                              |                              |  |  |  |  |  |  |  |  |  |  |  |  |  |  |  |  |  |  |  |  |  |  |  |  |  |  |  |  |  |  |  |  |  |  |
|  |  |  |  |                     |                     |                     |                     |                     |                     |                     |                     |                     |                     |                     |                     |                     |                     |                 |                 |                          |                          |                          |                          |                          |                          |                  |                  |                      |                  |                                |                                |                                |                                |                                |                                |                     |                     |                               |                               |                               |                               |                               |                               |                               |                               |  |  |                           |                           |                           |                           |                           |                           |                   |                   |                               |                               |                               |                               |                               |                               |                       |                       |                                |                                |                                |                                |                                |                                |                                |                                |                                |                                |                   |                   |                        |                        |                        |                        |                               |                               |                               |                               |                               |                               |                              |                              |                              |                              |  |  |  |  |  |  |  |  |  |  |  |  |  |  |  |  |  |  |  |  |  |  |  |  |  |  |  |  |  |  |  |  |  |  |
|  |  |  |  |                     |                     |                     |                     |                     |                     |                     |                     |                     |                     |                     |                     |                     |                     |                 |                 |                          |                          |                          |                          |                          |                          |                  |                  |                      |                  |                                |                                |                                |                                |                                |                                |                     |                     |                               |                               |                               |                               |                               |                               |                               |                               |  |  |                           |                           |                           |                           |                           |                           |                   |                   |                               |                               |                               |                               |                               |                               |                       |                       |                                |                                |                                |                                | Jean-François Ier († 1713)     | Jean-François Ier († 1713)     | Jean-François Ier († 1713)     | Jean-François Ier († 1713)     | Jean-François Ier († 1713)     | Jean-François Ier († 1713)     |                   |                   | Joseph-Charles († ???) | Joseph-Charles († ???) | Joseph-Charles († ???) | Joseph-Charles († ???) | Joseph-Charles († ???)        | Joseph-Charles († ???)        |                               |                               |                               |                               |                              |                              |                              |                              |  |  |  |  |  |  |  |  |  |  |  |  |  |  |  |  |  |  |  |  |  |  |  |  |  |  |  |  |  |  |  |  |  |  |
|  |  |  |  |                     |                     |                     |                     |                     |                     |                     |                     |                     |                     |                     |                     |                     |                     |                 |                 |                          |                          |                          |                          |                          |                          |                  |                  |                      |                  |                                |                                |                                |                                |                                |                                |                     |                     |                               |                               |                               |                               |                               |                               |                               |                               |  |  |                           |                           |                           |                           |                           |                           |                   |                   |                               |                               |                               |                               |                               |                               |                       |                       |                                |                                |                                |                                | Jean-François Ier († 1713)     | Jean-François Ier († 1713)     | Jean-François Ier († 1713)     | Jean-François Ier († 1713)     | Jean-François Ier († 1713)     | Jean-François Ier († 1713)     |                   |                   | Joseph-Charles († ???) | Joseph-Charles († ???) | Joseph-Charles († ???) | Joseph-Charles († ???) | Joseph-Charles († ???)        | Joseph-Charles († ???)        |                               |                               |                               |                               |                              |                              |                              |                              |  |  |  |  |  |  |  |  |  |  |  |  |  |  |  |  |  |  |  |  |  |  |  |  |  |  |  |  |  |  |  |  |  |  |
|  |  |  |  |                     |                     |                     |                     |                     |                     |                     |                     |                     |                     |                     |                     |                     |                     |                 |                 |                          |                          |                          |                          |                          |                          |                  |                  |                      |                  |                                |                                |                                |                                |                                |                                |                     |                     |                               |                               |                               |                               |                               |                               |                               |                               |  |  |                           |                           |                           |                           |                           |                           |                   |                   |                               |                               |                               |                               |                               |                               |                       |                       |                                |                                |                                |                                | Jean-François II († vers 1770) |                                |                                |                                |                                |                                |                   |                   |                        |                        |                        |                        |                               |                               |                               |                               |                               |                               |                              |                              |                              |                              |  |  |  |  |  |  |  |  |  |  |  |  |  |  |  |  |  |  |  |  |  |  |  |  |  |  |  |  |  |  |  |  |  |  |
|  |  |  |  |                     |                     |                     |                     |                     |                     |                     |                     |                     |                     |                     |                     |                     |                     |                 |                 |                          |                          |                          |                          |                          |                          |                  |                  |                      |                  |                                |                                |                                |                                |                                |                                |                     |                     |                               |                               |                               |                               |                               |                               |                               |                               |  |  |                           |                           |                           |                           |                           |                           |                   |                   |                               |                               |                               |                               |                               |                               |                       |                       |                                |                                |                                |                                |                                |                                |                                |                                |                                |                                |                   |                   |                        |                        |                        |                        |                               |                               |                               |                               |                               |                               |                              |                              |                              |                              |  |  |  |  |  |  |  |  |  |  |  |  |  |  |  |  |  |  |  |  |  |  |  |  |  |  |  |  |  |  |  |  |  |  |
|  |  |  |  |                     |                     |                     |                     |                     |                     |                     |                     |                     |                     |                     |                     |                     |                     |                 |                 |                          |                          |                          |                          |                          |                          |                  |                  |                      |                  |                                |                                |                                |                                |                                |                                |                     |                     |                               |                               |                               |                               |                               |                               |                               |                               |  |  |                           |                           |                           |                           |                           |                           |                   |                   |                               |                               |                               |                               |                               |                               |                       |                       |                                |                                |                                |                                |                                |                                |                                |                                |                                |                                |                   |                   |                        |                        |                        |                        |                               |                               |                               |                               |                               |                               |                              |                              |                              |                              |  |  |  |  |  |  |  |  |  |  |  |  |  |  |  |  |  |  |  |  |  |  |  |  |  |  |  |  |  |  |  |  |  |  |
|  |  |  |  |                     |                     |                     |                     |                     |                     |                     |                     |                     |                     |                     |                     |                     |                     |                 |                 |                          |                          |                          |                          |                          |                          |                  |                  |                      |                  |                                |                                |                                |                                |                                |                                |                     |                     |                               |                               |                               |                               |                               |                               |                               |                               |  |  |                           |                           |                           |                           |                           |                           |                   |                   | Jean-François III (1735–1788) | Jean-François III (1735–1788) | Jean-François III (1735–1788) | Jean-François III (1735–1788) | Jean-François III (1735–1788) | Jean-François III (1735–1788) |                       |                       | Guillaume-François (1736–1793) | Guillaume-François (1736–1793) | Guillaume-François (1736–1793) | Guillaume-François (1736–1793) | Guillaume-François (1736–1793) | Guillaume-François (1736–1793) |                                |                                | Ange (1738–1768)               | Ange (1738–1768)               | Ange (1738–1768)  | Ange (1738–1768)  | Ange (1738–1768)       | Ange (1738–1768)       |                        |                        |                               |                               |                               |                               |                               |                               |                              |                              |                              |                              |  |  |  |  |  |  |  |  |  |  |  |  |  |  |  |  |  |  |  |  |  |  |  |  |  |  |  |  |  |  |  |  |  |  |
|  |  |  |  |                     |                     |                     |                     |                     |                     |                     |                     |                     |                     |                     |                     |                     |                     |                 |                 |                          |                          |                          |                          |                          |                          |                  |                  |                      |                  |                                |                                |                                |                                |                                |                                |                     |                     |                               |                               |                               |                               |                               |                               |                               |                               |  |  |                           |                           |                           |                           |                           |                           |                   |                   | Jean-François III (1735–1788) | Jean-François III (1735–1788) | Jean-François III (1735–1788) | Jean-François III (1735–1788) | Jean-François III (1735–1788) | Jean-François III (1735–1788) |                       |                       | Guillaume-François (1736–1793) | Guillaume-François (1736–1793) | Guillaume-François (1736–1793) | Guillaume-François (1736–1793) | Guillaume-François (1736–1793) | Guillaume-François (1736–1793) |                                |                                | Ange (1738–1768)               | Ange (1738–1768)               | Ange (1738–1768)  | Ange (1738–1768)  | Ange (1738–1768)       | Ange (1738–1768)       |                        |                        |                               |                               |                               |                               |                               |                               |                              |                              |                              |                              |  |  |  |  |  |  |  |  |  |  |  |  |  |  |  |  |  |  |  |  |  |  |  |  |  |  |  |  |  |  |  |  |  |  |
|  |  |  |  |                     |                     |                     |                     |                     |                     |                     |                     |                     |                     |                     |                     |                     |                     |                 |                 |                          |                          |                          |                          |                          |                          |                  |                  |                      |                  |                                |                                |                                |                                |                                |                                |                     |                     |                               |                               |                               |                               |                               |                               |                               |                               |  |  |                           |                           |                           |                           |                           |                           |                   |                   |                               |                               |                               |                               |                               |                               |                       |                       |                                |                                |                                |                                |                                |                                |                                |                                |                                |                                |                   |                   |                        |                        |                        |                        |                               |                               |                               |                               |                               |                               |                              |                              |                              |                              |  |  |  |  |  |  |  |  |  |  |  |  |  |  |  |  |  |  |  |  |  |  |  |  |  |  |  |  |  |  |  |  |  |  |
|  |  |  |  |                     |                     |                     |                     |                     |                     |                     |                     |                     |                     |                     |                     |                     |                     |                 |                 |                          |                          |                          |                          |                          |                          |                  |                  |                      |                  |                                |                                |                                |                                |                                |                                |                     |                     |                               |                               | Christophe de Réméon († 1828) | Christophe de Réméon († 1828) | Christophe de Réméon († 1828) | Christophe de Réméon († 1828) | Christophe de Réméon († 1828) | Christophe de Réméon († 1828) |  |  | Marie-Marguerite (° 1769) | Marie-Marguerite (° 1769) | Marie-Marguerite (° 1769) | Marie-Marguerite (° 1769) | Marie-Marguerite (° 1769) | Marie-Marguerite (° 1769) |                   |                   | Jean-François IV (1768–1789)  | Jean-François IV (1768–1789)  | Jean-François IV (1768–1789)  | Jean-François IV (1768–1789)  | Jean-François IV (1768–1789)  | Jean-François IV (1768–1789)  |                       |                       | Anne-Louise (1767–1842)        | Anne-Louise (1767–1842)        | Anne-Louise (1767–1842)        | Anne-Louise (1767–1842)        | Anne-Louise (1767–1842)        | Anne-Louise (1767–1842)        |                                |                                |                                |                                |                   |                   |                        |                        |                        |                        | François-de-Paule (1738–1810) | François-de-Paule (1738–1810) | François-de-Paule (1738–1810) | François-de-Paule (1738–1810) | François-de-Paule (1738–1810) | François-de-Paule (1738–1810) |                              |                              |                              |                              |  |  |  |  |  |  |  |  |  |  |  |  |  |  |  |  |  |  |  |  |  |  |  |  |  |  |  |  |  |  |  |  |  |  |
|  |  |  |  |                     |                     |                     |                     |                     |                     |                     |                     |                     |                     |                     |                     |                     |                     |                 |                 |                          |                          |                          |                          |                          |                          |                  |                  |                      |                  |                                |                                |                                |                                |                                |                                |                     |                     |                               |                               | Christophe de Réméon († 1828) | Christophe de Réméon († 1828) | Christophe de Réméon († 1828) | Christophe de Réméon († 1828) | Christophe de Réméon († 1828) | Christophe de Réméon († 1828) |  |  | Marie-Marguerite (° 1769) | Marie-Marguerite (° 1769) | Marie-Marguerite (° 1769) | Marie-Marguerite (° 1769) | Marie-Marguerite (° 1769) | Marie-Marguerite (° 1769) |                   |                   | Jean-François IV (1768–1789)  | Jean-François IV (1768–1789)  | Jean-François IV (1768–1789)  | Jean-François IV (1768–1789)  | Jean-François IV (1768–1789)  | Jean-François IV (1768–1789)  |                       |                       | Anne-Louise (1767–1842)        | Anne-Louise (1767–1842)        | Anne-Louise (1767–1842)        | Anne-Louise (1767–1842)        | Anne-Louise (1767–1842)        | Anne-Louise (1767–1842)        |                                |                                |                                |                                |                   |                   |                        |                        |                        |                        | François-de-Paule (1738–1810) | François-de-Paule (1738–1810) | François-de-Paule (1738–1810) | François-de-Paule (1738–1810) | François-de-Paule (1738–1810) | François-de-Paule (1738–1810) |                              |                              |                              |                              |  |  |  |  |  |  |  |  |  |  |  |  |  |  |  |  |  |  |  |  |  |  |  |  |  |  |  |  |  |  |  |  |  |  |
|  |  |  |  |                     |                     |                     |                     |                     |                     |                     |                     |                     |                     |                     |                     |                     |                     |                 |                 |                          |                          |                          |                          |                          |                          |                  |                  |                      |                  |                                |                                |                                |                                |                                |                                |                     |                     |                               |                               |                               |                               |                               |                               |                               |                               |  |  |                           |                           |                           |                           |                           |                           |                   |                   |                               |                               |                               |                               |                               |                               |                       |                       |                                |                                |                                |                                |                                |                                |                                |                                |                                |                                |                   |                   |                        |                        |                        |                        |                               |                               |                               |                               |                               |                               |                              |                              |                              |                              |  |  |  |  |  |  |  |  |  |  |  |  |  |  |  |  |  |  |  |  |  |  |  |  |  |  |  |  |  |  |  |  |  |  |
|  |  |  |  |                     |                     |                     |                     |                     |                     |                     |                     |                     |                     |                     |                     |                     |                     |                 |                 |                          |                          |                          |                          |                          |                          |                  |                  |                      |                  |                                |                                |                                |                                |                                |                                |                     |                     |                               |                               |                               |                               |                               |                               |                               |                               |  |  |                           |                           |                           |                           |                           |                           |                   |                   |                               |                               |                               |                               |                               |                               |                       |                       |                                |                                |                                |                                |                                |                                |                                |                                | Louis (1801–1878)              |                                |                   |                   |                        |                        |                        |                        |                               |                               |                               |                               |                               |                               |                              |                              |                              |                              |  |  |  |  |  |  |  |  |  |  |  |  |  |  |  |  |  |  |  |  |  |  |  |  |  |  |  |  |  |  |  |  |  |  |
|  |  |  |  |                     |                     |                     |                     |                     |                     |                     |                     |                     |                     |                     |                     |                     |                     |                 |                 |                          |                          |                          |                          |                          |                          |                  |                  |                      |                  |                                |                                |                                |                                |                                |                                |                     |                     |                               |                               |                               |                               |                               |                               |                               |                               |  |  |                           |                           |                           |                           |                           |                           |                   |                   |                               |                               |                               |                               |                               |                               |                       |                       |                                |                                |                                |                                |                                |                                |                                |                                |                                |                                |                   |                   |                        |                        |                        |                        |                               |                               |                               |                               |                               |                               |                              |                              |                              |                              |  |  |  |  |  |  |  |  |  |  |  |  |  |  |  |  |  |  |  |  |  |  |  |  |  |  |  |  |  |  |  |  |  |  |
|  |  |  |  |                     |                     |                     |                     |                     |                     |                     |                     |                     |                     |                     |                     |                     |                     |                 |                 |                          |                          |                          |                          |                          |                          |                  |                  |                      |                  |                                |                                |                                |                                |                                |                                |                     |                     |                               |                               |                               |                               |                               |                               |                               |                               |  |  |                           |                           |                           |                           |                           |                           |                   |                   |                               |                               |                               |                               |                               |                               |                       |                       |                                |                                |                                |                                |                                |                                |                                |                                |                                |                                |                   |                   |                        |                        |                        |                        |                               |                               |                               |                               |                               |                               |                              |                              |                              |                              |  |  |  |  |  |  |  |  |  |  |  |  |  |  |  |  |  |  |  |  |  |  |  |  |  |  |  |  |  |  |  |  |  |  |
|  |  |  |  |                     |                     |                     |                     |                     |                     |                     |                     |                     |                     |                     |                     |                     |                     |                 |                 |                          |                          |                          |                          |                          |                          |                  |                  |                      |                  |                                |                                |                                |                                |                                |                                |                     |                     |                               |                               |                               |                               |                               |                               |                               |                               |  |  |                           |                           |                           |                           |                           |                           |                   |                   |                               |                               |                               |                               |                               |                               |                       |                       | Louis II (1832–1899)           | Louis II (1832–1899)           | Louis II (1832–1899)           | Louis II (1832–1899)           | Louis II (1832–1899)           | Louis II (1832–1899)           |                                |                                |                                |                                |                   |                   |                        |                        |                        |                        | Renaud (1834–???)             | Renaud (1834–???)             | Renaud (1834–???)             | Renaud (1834–???)             | Renaud (1834–???)             | Renaud (1834–???)             |                              |                              |                              |                              |  |  |  |  |  |  |  |  |  |  |  |  |  |  |  |  |  |  |  |  |  |  |  |  |  |  |  |  |  |  |  |  |  |  |
|  |  |  |  |                     |                     |                     |                     |                     |                     |                     |                     |                     |                     |                     |                     |                     |                     |                 |                 |                          |                          |                          |                          |                          |                          |                  |                  |                      |                  |                                |                                |                                |                                |                                |                                |                     |                     |                               |                               |                               |                               |                               |                               |                               |                               |  |  |                           |                           |                           |                           |                           |                           |                   |                   |                               |                               |                               |                               |                               |                               |                       |                       | Louis II (1832–1899)           | Louis II (1832–1899)           | Louis II (1832–1899)           | Louis II (1832–1899)           | Louis II (1832–1899)           | Louis II (1832–1899)           |                                |                                |                                |                                |                   |                   |                        |                        |                        |                        | Renaud (1834–???)             | Renaud (1834–???)             | Renaud (1834–???)             | Renaud (1834–???)             | Renaud (1834–???)             | Renaud (1834–???)             |                              |                              |                              |                              |  |  |  |  |  |  |  |  |  |  |  |  |  |  |  |  |  |  |  |  |  |  |  |  |  |  |  |  |  |  |  |  |  |  |
|  |  |  |  |                     |                     |                     |                     |                     |                     |                     |                     |                     |                     |                     |                     |                     |                     |                 |                 |                          |                          |                          |                          |                          |                          |                  |                  |                      |                  |                                |                                |                                |                                |                                |                                |                     |                     |                               |                               |                               |                               |                               |                               |                               |                               |  |  |                           |                           |                           |                           |                           |                           |                   |                   |                               |                               |                               |                               |                               |                               |                       |                       |                                |                                |                                |                                |                                |                                |                                |                                |                                |                                |                   |                   |                        |                        |                        |                        |                               |                               |                               |                               |                               |                               |                              |                              |                              |                              |  |  |  |  |  |  |  |  |  |  |  |  |  |  |  |  |  |  |  |  |  |  |  |  |  |  |  |  |  |  |  |  |  |  |
|  |  |  |  |                     |                     |                     |                     |                     |                     |                     |                     |                     |                     |                     |                     |                     |                     |                 |                 |                          |                          |                          |                          |                          |                          |                  |                  |                      |                  |                                |                                |                                |                                |                                |                                |                     |                     |                               |                               |                               |                               |                               |                               |                               |                               |  |  |                           |                           |                           |                           |                           |                           |                   |                   |                               |                               |                               |                               | Louis III (1862–1939)         | Louis III (1862–1939)         | Louis III (1862–1939) | Louis III (1862–1939) | Louis III (1862–1939)          | Louis III (1862–1939)          |                                |                                | Françoise-de-Paule (1875–1945) | Françoise-de-Paule (1875–1945) | Françoise-de-Paule (1875–1945) | Françoise-de-Paule (1875–1945) | Françoise-de-Paule (1875–1945) | Françoise-de-Paule (1875–1945) |                   |                   | Marguerite (???)       | Marguerite (???)       | Marguerite (???)       | Marguerite (???)       | Marguerite (???)              | Marguerite (???)              |                               |                               | Édith (???)                   | Édith (???)                   | Édith (???)                  | Édith (???)                  | Édith (???)                  | Édith (???)                  |  |  |  |  |  |  |  |  |  |  |  |  |  |  |  |  |  |  |  |  |  |  |  |  |  |  |  |  |  |  |  |  |  |  |
|  |  |  |  |                     |                     |                     |                     |                     |                     |                     |                     |                     |                     |                     |                     |                     |                     |                 |                 |                          |                          |                          |                          |                          |                          |                  |                  |                      |                  |                                |                                |                                |                                |                                |                                |                     |                     |                               |                               |                               |                               |                               |                               |                               |                               |  |  |                           |                           |                           |                           |                           |                           |                   |                   |                               |                               |                               |                               | Louis III (1862–1939)         | Louis III (1862–1939)         | Louis III (1862–1939) | Louis III (1862–1939) | Louis III (1862–1939)          | Louis III (1862–1939)          |                                |                                | Françoise-de-Paule (1875–1945) | Françoise-de-Paule (1875–1945) | Françoise-de-Paule (1875–1945) | Françoise-de-Paule (1875–1945) | Françoise-de-Paule (1875–1945) | Françoise-de-Paule (1875–1945) |                   |                   | Marguerite (???)       | Marguerite (???)       | Marguerite (???)       | Marguerite (???)       | Marguerite (???)              | Marguerite (???)              |                               |                               | Édith (???)                   | Édith (???)                   | Édith (???)                  | Édith (???)                  | Édith (???)                  | Édith (???)                  |  |  |  |  |  |  |  |  |  |  |  |  |  |  |  |  |  |  |  |  |  |  |  |  |  |  |  |  |  |  |  |  |  |  |
|  |  |  |  |                     |                     |                     |                     |                     |                     |                     |                     |                     |                     |                     |                     |                     |                     |                 |                 |                          |                          |                          |                          |                          |                          |                  |                  |                      |                  |                                |                                |                                |                                |                                |                                |                     |                     |                               |                               |                               |                               |                               |                               |                               |                               |  |  |                           |                           |                           |                           |                           |                           |                   |                   |                               |                               |                               |                               |                               |                               |                       |                       |                                |                                |                                |                                | famille Lamoureux              | famille Lamoureux              | famille Lamoureux              | famille Lamoureux              | famille Lamoureux              | famille Lamoureux              |                   |                   | famille de Villaines   | famille de Villaines   | famille de Villaines   | famille de Villaines   | famille de Villaines          | famille de Villaines          |                               |                               | famille Guyon de Montlivault  | famille Guyon de Montlivault  | famille Guyon de Montlivault | famille Guyon de Montlivault | famille Guyon de Montlivault | famille Guyon de Montlivault |  |  |  |  |  |  |  |  |  |  |  |  |  |  |  |  |  |  |  |  |  |  |  |  |  |  |  |  |  |  |  |  |  |  |

## Armes

### Blasons
La famille de La Saussaye portait des armes parlantes par homonymie : une saussaie (ou saulaie) désignant couramment une forêt de saules, c'est naturellement que la famille portait à l'origine « d’argent à trois saules de sinople arrachés et rangés [en fasces] »,.
À la suite du mariage entre Jeanne de Morvillier et Jean Ier de La Saussaye en 1512, la branche aînée de la famille a réformé son blason, devenant « d’argent à trois saules plantés sur une terrasse de sinople, à la laie passant de sable » ou « d’argent à trois saules rangés en fasce et soutenus d'une laie de sable ».
Quant à la branche cadette, issue du second mariage de Jean Ier, elle portait dans un premier temps « d’argent au chevron de gueules accompagné, en chef, de deux saules de sinople rangés de front et, en pointe, d’un masque de léopard bouclé d’or ».
À l'occasion de la Grande enquête sur la noblesse commandée par Louis XIV, cette même branche l'a officialisé dans les années 1660 « d’argent à un chevron de gueules, accompagné de trois saules de sinople rangés en chef et d’un porc-épic de sable en pointe »,,,,,,, en souvenir de l'ordre du Porc-Épic créé par le duc Louis Ier d'Orléans.

Blason originel de la famille (jusqu'en 1538).
Blason des descendants du premier mariage de Jean Ier de La Saussaye, avec la laie des Morvilliers (entre 1538 et 1622).
Blason de Pierre de Morvillier († 1383) tel que décrit par Louis de La Saussaye[85]. Sa filiation avec la famille n'est formellement pas démontrée.
Blason des descendants du second mariage de Jean Ier, avec le léopard des Baillon (de 1538 à 1666).
Blason officialisé en 1666, avec le porc-épic de l'ordre du Porc-Épic et de la ville de Blois[Note 9].

### Devise
Preuve de son attachement à l'ordre du Porc-Épic, la famille de La Saussaye a également adopté la même devise que Louis XII reprendra également à son compte : Cominus et Eminus (« de près comme de loin »),,.